# Junkers Jumo 213
A Junkers Jumo 213 német repülőgépmotor volt, amit a második világháború idején gyártottak. A típus 12 hengeres, fordított V hengerelrendezésű repülőgépmotor volt. A világháború végén a német légierő által az egyik leginkább igényelt típus volt.

## Alapvető jellemzők
A hengerek lökethossza 165 mm, a furata 150 mm volt, ami révén a 12 henger összesített lökettérfogata 35 liter volt. Ez hasonló érték volt a legnagyobb számban gyártott Daimler-Benz repülőgépmotorhoz, a DB 605 típus 35,7 literjéhez.
A típus a korábbi Jumo 211-esből lett kifejlesztve, a lökettérfogat a két típus között megegyezett. A fő fejlesztés a korábbi típushoz képest a fordulatszám növelése volt. Míg a 211-es korai verziói 2300-2400/perc fordulatszámon adták le a maximális teljesítményüket, addig a 213-as esetében ez 3250/perc volt.
A Junkers-féle repülőgépmotorok egyik jellegzetessége volt, hogy háromszelepesek voltak, aminek következtében hengerenként két szívó és egy kipufogó szelepjük volt. A kisebb szelepszám abból a szempontból előnyösebb volt, hogy csökkentette a motor tömegét és a motor alkatrészeinek a számát. Abból a szempontból viszont nem volt jó, hogy rosszabb volumetrikus hatásfokot jelentett, mint a 4-szelepes Daimler-Benz repülőgépmotorok esetében.

## Verziók
A legnagyobb mennyiségben gyártott verzió az A volt. Ez egyfokozatú mechanikus-feltöltővel (kompresszorral) volt feltöltve és legjelentősebb alkalmazása a Focke-Wulf 190-es Dora (D-9) verziója volt. Teljesítménye 1750 lóerő volt 3250/perc fordulatszámon.
Az A verzión 1944 őszén bevezették a megnövelt szükségteljesítmény (Erhöhte Notleistung) üzemmódot, ami a kifejthető teljesítményt 1900 lóerőre növelte.
A B, a C és a D verziók nem kerültek gyártásba. A következő verzió, ami viszonylag szélesebb körben alkalmazásba került az E volt. A E jellegzetessége az volt, hogy kétfokozatú, háromsebességes mechanikus-feltöltője volt, ami nagy magasságban jelentősen nagyobb teljesítményt tett lehetővé.
Az F verzióból egy kisebb sorozat került alkalmazásba, bár ezt források nem írják rendszeresítésként. Az F verzió jellegzetessége volt, hogy 3-fokozatú feltöltője volt. Továbbá az F verzió MW–50 befecskendezést is alkalmazott. A metanol-víz keveréket a második és a harmadik fokozat között fecskendezték be.
A háború végén a legfejlettebb, legalább prototípus szintjén létező verzió a J volt. Ezen a verzión a fordulatszámot tovább fokozták 3700/perc-re, amely fordulatszámon a verzió 2240 lóerőt tudott leadni. A J verzió teljesítményének a növekedéséhez az is hozzájárult, hogy megnövelték a furatot 150 mm-ről 155 mm-re, ami a lökettérfogatot 35 literről 37,36 literre növelte. Egy további változtatás az volt, hogy a szelepek számát hengerenként 3-ról 4-re növelték.
Egy további verzió, ami nem került alkalmazásra, az S volt. Az S verziót  feltöltő.rendszerét alacsonyabb magasságra állították be. Alacsony magasságon 2400 lóerőt tudott leadni.
Az utolsó verzió, ami nem került alkalmazásra, a T volt, ami turbófeltöltős volt.